# なかじまゆか
なかじま ゆか（3月10日 - ）は、日本の漫画家（同人作家）、イラストレーター。同人サークル「Digital Lover」を主宰。魚座。血液型はA型。

## 経歴
1994年7月に同人サークル「Digital Lover」を設立して同人誌デビュー。当初は女性向けアニパロやおい漫画を描いていたが、1年間の活動休止を経て、1996年5月の活動再開後は男性向けエロ漫画を描くようになる。
同人誌即売会『コミックマーケット』では、2001年12月開催のコミックマーケット61で初めてシャッター前にスペースが配置され、2003年8月開催のC64から2019年12月開催のC97まで連続34回、合計35回シャッター前スペースとなっている。
2014年12月開催のC87ではコミケットカタログの表紙イラストを担当している。
2014年8月開催のコミックマーケット86で、DigitalLover20周年記念本を発行。
2015年12月開催のコミックマーケット89で、シリーズ100冊目となる「D.L.action100」を発行。
2016年8月開催のコミックマーケット90で、折り綴じ本のシリーズ100冊目となる「RoughSketch100」を発行。
2019年8月開催のコミックマーケット96で、DigitalLover25周年記念本を発行。
また、同サークルで同人ソフトを作成するにあたり、友人の紹介で知り合ったライトノベル作家・ゲームシナリオライターの松智洋と意気投合し、2009年12月、集英社スーパーダッシュ文庫から刊行開始された『パパのいうことを聞きなさい!』のイラスト担当として商業デビューした。
2014年10月、『パパのいうことを聞きなさい!』に加え、富士見書房富士見ファンタジア文庫から刊行される『甘城ブリリアントパーク』・『甘城ブリリアントパーク メープルサモナー』の計3作品のイラストを担当する。

## 主な作品

### 小説挿絵
- パパのいうことを聞きなさい!（著：松智洋 / スーパーダッシュ文庫、全18巻完結） 2009年12月 - 2015年3月、2012年1月 - 3月にテレビアニメ放送
- パパのいうことを聞きなさい! after1（著：松智洋 / スーパーダッシュ文庫） 2016年7月
- 甘城ブリリアントパーク（著：賀東招二 / 富士見ファンタジア文庫、継続中） 2013年2月 -、2014年10月 - 12月にテレビアニメ放送
- 甘城ブリリアントパーク メープルサモナー（著：八奈川景晶 / 富士見ファンタジア文庫、継続中） 2014年10月 -

### アニメ
- C3 -シーキューブ-（第6話エンドカードイラスト）
- 僕は友達が少ない（第7話エンドカードイラスト）
- パパのいうことを聞きなさい!（第12話エンドカードイラスト、Blu-ray版パッケージイラスト）
- 俺の妹がこんなに可愛いわけがない。（第8話エンディングイラスト）
- 失われた未来を求めて（第12話後提供イラスト）
- 銃皇無尽のファフニール（第9話後提供イラスト）
- 冴えない彼女の育てかた（7話作中サークルカット、8話作中同人誌原稿）
- えとたま（第4話Aパート後アイキャッチイラスト）
- アンジュ・ヴィエルジュ（第11話エンドカードイラスト）
- ロクでなし魔術講師と禁忌教典（第7話エンドカードイラスト）
- 冴えない彼女の育てかた♭（0話出海色紙、2話ゲーム画面、6話ゲームポスター、7話コピー誌表紙）
- ゲーマーズ!（第11話エンドカードイラスト）
- 劇場版冴えない彼女の育てかた Fine(作中イラスト)
- ＜Infinite Dendrogram＞-インフィニット・デンドログラム-（第1話エンドカードイラスト）

### イラスト
- コミックマーケット87カタログ表紙イラスト
- コミックマーケット80/81オリジナルドリンク、グッズイラスト
- とある科学の超電磁砲5巻巻末イラスト
- サンシャインクリエイション2018Autumnカタログ表紙イラスト
- 絵師100人展（産経新聞社、2011年5月3日 - 5月8日開催）
- 絵師100人展02（産経新聞社、2012年4月30日 - 5月6日開催）
- 絵師100人展03（産経新聞社、2013年4月28日 - 5月6日開催）
- 絵師100人展04（産経新聞社、2014年4月29日 - 5月6日開催）
- 絵師100人展05（産経新聞社、2015年4月29日 - 5月6日開催）
- 絵師100人展06（産経新聞社、2016年4月29日 - 5月8日開催）
- 絵師100人展07（産経新聞社、2017年4月29日 - 5月7日開催）
- 絵師100人展08（産経新聞社、2018年4月28日 - 5月6日開催）
- 絵師100人展09（産経新聞社、2019年4月27日 - 5月6日開催）
- 絵師100人展10（産経新聞社、2020年8月8日 - 8月16日開催）
- トレーディングカードゲーム『アンジュ・ヴィエルジュ』カードイラスト (富士見書房/メディアファクトリー)
  - 第2章 黒き夜の奇跡「一騎刀千 御影葵」
  - 第7章 光輝の風と深闇の盾「一世之雄 御影葵」
  - 第14章 三千世界の超越者「業炎一閃　御影葵」
- ゲームでも、パパのいうことを聞きなさい! 限定版パッケージイラスト（バンダイナムコエンターテインメント)
- 幻想交流キャラクターデザイン（中日本高速道路（NEXCO中日本）/ドワンゴ)
- ファンタジア文庫大感謝祭2016キービジュアル
- 「Re:ゼロから始める異世界生活」Art Fan Book 2016冬（KADOKAWA/メディアファクトリー）
- 甘城ブリリアントパーク Blu-ray BOX　ブックレット表紙（KADOKAWA)
- フィギュアイラスト「莉緒」（native)
- フィギュアイラスト「クレア」（BINDing)
- マギアレコード 魔法少女まどか☆マギカ外伝カードイラスト「吉良てまり」 (アニプレックス)

### 画集
- なかじまゆか画集 パパ聞き！＋イラストレーションズ 2009-2015（集英社、2015年3月25日発売）

### PCゲーム原画
- SchoolCaptain 会長候補はご立腹（同人ソフト、2009年8月16日発売）
- SchoolCaptain2 会王をねらえ!（同人ソフト、2009年12月31日発売）
- 制服楽園EXTEND（同人ソフト、2010年8月15日発売）